# Vishnuloka
Vishnuloka är ett släkte av insekter. Vishnuloka ingår i familjen sköldstritar.
Kladogram enligt Catalogue of Life:
| Vishnuloka | \| \| Vishnuloka cuneata \| \| \| \| \| \| Vishnuloka prominula \| \| \| \| |
|            | \| \| Vishnuloka cuneata \| \| \| \| \| \| Vishnuloka prominula \| \| \| \| |
|            | Vishnuloka cuneata                                                          |
|            |                                                                             |
|            | Vishnuloka prominula                                                        |
|            |                                                                             |